# Jeremy Hammond

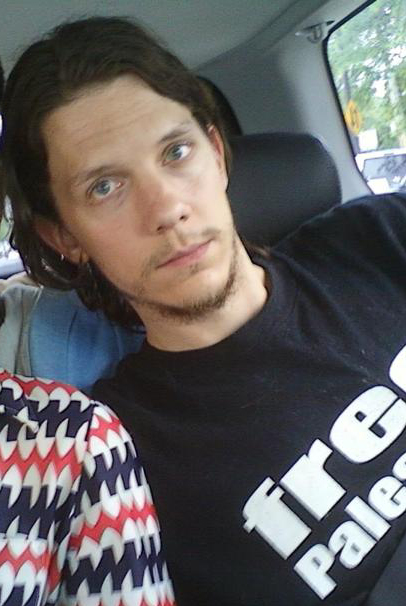
Jeremy Hammond (2013)

Jeremy Hammond (* 8. Januar 1985) ist ein US-amerikanischer politischer Aktivist und Musiker aus Chicago. Er war Teil der Gruppe LulzSec und wurde auf Grund des Angriffes 2011 auf den US-amerikanischen Informationsdienstleister Stratfor 2013 zu 10 Jahren Haft verurteilt. Im November 2020 wurde er aus dem Gefängnis entlassen.

## Früheres Leben
Jeremy Hammond programmierte schon im Alter von 8 Jahren Computerspiele in QBasic; mit 13 entwickelte er Datenbanken. Er besuchte die Glenbard East High School und wurde dort Friedensaktivist. Sein dortiger Direktor bezeichnete ihn als „old beyond his years“ (etwa: Reif für sein Alter). Die University of Illinois at Chicago verwies den Stipendiaten des Instituts, nachdem er auf Sicherheitslücken im dortigen Computernetz hinwies. Später arbeitete er als Webdesigner und war Angestellter im Helpdesk von Apple und machte mit seinem Zwillingsbruder Musik in der Ska-Gruppe „Dirty Surgeon Insurgency“.

## Aktivismus
Hammond nahm an einer Vielzahl politischer Aktivitäten teil, die von der allgemeinen Öffentlichkeit oftmals stark polarisiert betrachtet und mehrfach in die Illegalität gedrängt wurden. Er wurde wegen Besitz von Rauschmitteln, wegen Besetzungen im Zuge der Occupy-Bewegung, Demonstrationen gegen Faschismus und konfrontative Aktionen gegen den Holocaustleugner David Irving, sowie wegen Cyberkriminalität verurteilt.

### HackThisSite
Im Alter von 18 Jahren gründete er die Website „HackThisSite“, eine Plattform zum Austausch über und Lernen von Themen und Aspekten um Computersicherheit mit einer Reichweite von etwa 2,5 Millionen Seitenabrufen und 110.000 Mitgliedern in den ersten zwei Jahren. Im September 2013 lag die Benutzerzahl bei über 1,8 Millionen.

### Protest Warrior
Die konservative Gruppe Protest Warrior war ein Netzwerk zur Diffamierung von Kriegsgegnern, die öffentlich gegen den zweiten Irak-Krieg Stellung bezogen.
Hammond stahl Informationen aus der Datenbank der Website, einschließlich Kreditkarteninformationen der Nutzer. Obwohl die Verteidigung eine politische Motivation darlegte, argumentierte das Gericht hauptsächlich mit dem finanziellen Potential der gestohlenen Karten. Bei der Urteilsfindung wurden 500 US-Dollar für jede der 5000 Kreditkarten angesetzt, eine Schadenssumme von 2,5 Millionen Dollar wurde festgehalten, obwohl keine Karte belastet wurde. Im Dezember 2006 wurde er zu zwei Jahren Haft verurteilt.

### Stratfor
Am 5. März 2012 wurde Hammond vom FBI festgenommen. Hammond gestand, 2011 in Server der geopolitischen Denkfabrik Stratfor eingedrungen zu sein, dort unter anderem fünf Millionen E-Mails kopiert und an Wikileaks weitergegeben zu haben. Am 15. November 2013 wurde er von einem Bundesgericht in New York wegen Hackerangriffen zu zehn Jahren Gefängnis verurteilt. Wikileaks kündigte umgehend die Veröffentlichung aller noch vorhandenen Stratfor-Daten an. Im Sommer 2014 stellte sich heraus, dass ihm die für den Hack nötigen Informationen von Hector Xavier Monsegur vermittelt wurden, der unter dem Pseudonym „Sabu“ ebenfalls bei Lulzsec aktiv, aber auch FBI-Informant war.
Die deutsche Wau Holland Stiftung sammelte im Rahmen ihres Projekts Zivilcourage Spenden zu seiner Unterstützung.
Im November 2020 wurde er aus dem Gefängnis entlassen.